# Agnieszka Graff
Agnieszka Graff-Osser (ur. 2 marca 1970 w Warszawie) – polska pisarka, tłumaczka i publicystka związana z ruchem feministycznym, literaturoznawczyni, nauczycielka akademicka, doktorka habilitowana nauk humanistycznych. Członkini zespołu Krytyki Politycznej oraz członkini rady programowej stowarzyszenia Kongres Kobiet.

## Życiorys
Urodziła się 2 marca 1970 w Warszawie, jest córką filozofki Katarzyny Rosner i Piotra Graffa, pochodzącego z żydowskiej rodziny, a także wnuczką brata Kazimierza Graffa.
Ukończyła XLIX Liceum Ogólnokształcącego im. Zygmunta Modzelewskiego w Warszawie. Studiowała anglistykę na Amherst College w stanie Massachusetts w USA, gdzie w 1993 uzyskała bakalaureat. W 1995 ukończyła studia podyplomowe na Uniwersytecie Oksfordzkim. Następnie ukończyła studia w Szkole Nauk Społecznych przy Instytucie Filozofii i Socjologii Polskiej Akademii Nauk (1999). Również w 1999 doktoryzowała się z literatury angielskiej na Wydziale Neofilologii Uniwersytetu Warszawskiego na podstawie napisanej pod kierunkiem Andrzeja Weselińskiego pracy poświęconej prozie Jamesa Joyce’a. Podjęła pracę jako adiunkt w Ośrodku Studiów Amerykańskich UW. Wykładała też na podyplomowych gender studies w Instytucie Badań Literackich Polskiej Akademii Nauk. W 2014 uzyskała na Wydziale Polonistyki Uniwersytetu Warszawskiego stopień naukowy doktora habilitowanego.
Opublikowała szereg esejów i felietonów, m.in. w Gazecie Wyborczej, Literaturze na Świecie i Zadrze. W 2002 otrzymała nominację do Nagrody Literackiej Nike za książkę Świat bez kobiet. Płeć w polskim życiu publicznym.
Była współzałożycielką Porozumienia Kobiet 8 Marca, wraz z którym organizuje coroczne Manify. W latach 2007–2010 była członkinią Rady Programowej Programu Spraw Precedensowych w Helsińskiej Fundacji Praw Człowieka. Jest członkinią rady programowej stowarzyszenia Kongres Kobiet.
Była żoną fotografa i korespondenta prasy francuskiej Bernarda Ossera, z którym ma syna Stanisława, urodzonego w 2008. W lutym 2021, za pośrednictwem mediów społecznościowych, zrobiła coming out informując, że jest w stałym związku z kobietą. W wywiadzie dla marcowo-kwietniowego numeru magazynu Replika Graff wraz z partnerką, antropolożką kultury Magdaleną Staroszczyk, udzieliła więcej informacji na temat ich związku i queerowych tożsamości.
Deklaruje się jako ateistka.

## Publikacje
- Świat bez kobiet. Płeć w polskim życiu publicznym, W.A.B., Warszawa 2001 – nominacja do Nagrody Literackiej Nike 2002[13]
- Rykoszetem. Rzecz o płci, seksualności i narodzie, W.A.B., Warszawa 2008
- Magma, Wydawnictwo Krytyki Politycznej, Warszawa 2010[14]
- Matka Feministka, Wydawnictwo Krytyki Politycznej, Warszawa 2014[15]
- Jestem stąd (wywiad-rzeka Michała Sutowskiego), Wydawnictwo Krytyki Politycznej, Warszawa 2014[16]
- Memy i graffy. Dżender, kasa i seks (wspólnie z Martą Frej), Wydawnictwo Krytyki Politycznej, Warszawa 2015[17]